# Hommert
Hommert ist eine französische Gemeinde mit 309 Einwohnern (Stand 1. Januar 2022) im Département Moselle in der Region Grand Est (bis 2015 Lothringen). Sie gehört zum Arrondissement Sarrebourg-Château-Salins.

## Geografie
Die Gemeinde Hommert liegt etwa elf Kilometer südöstlich von Sarrebourg in den Vogesen. Das Dorf zieht sich an einem Hang über einem Seitental der Zorn entlang. Das Gemeindegebiet umfasst 3,65 km².

## Geschichte
Das Dorf wurde 1623 von Graf Philipp Georg von Leiningen-Dagsburg gegründet. Mit der Grafschaft Dagsburg fiel es 1793 an Frankreich und wurde in das Département Meurthe integriert. Von 1871 bis zum Ende des Ersten Weltkrieges gehörte Hommert als Teil des Reichslandes Elsaß-Lothringen zum Deutschen Reich und war dem Kreis Saarburg im Bezirk Lothringen zugeordnet.

## Bevölkerungsentwicklung
| Jahr                       | 1962 | 1968 | 1975 | 1982 | 1990 | 1999 | 2006 | 2019 |
| Einwohner                  | 377  | 371  | 384  | 368  | 329  | 323  | 354  | 324  |
| Quellen: Cassini und INSEE |      |      |      |      |      |      |      |      |

## Sehenswürdigkeiten
- Kirche Saint-Wendelin

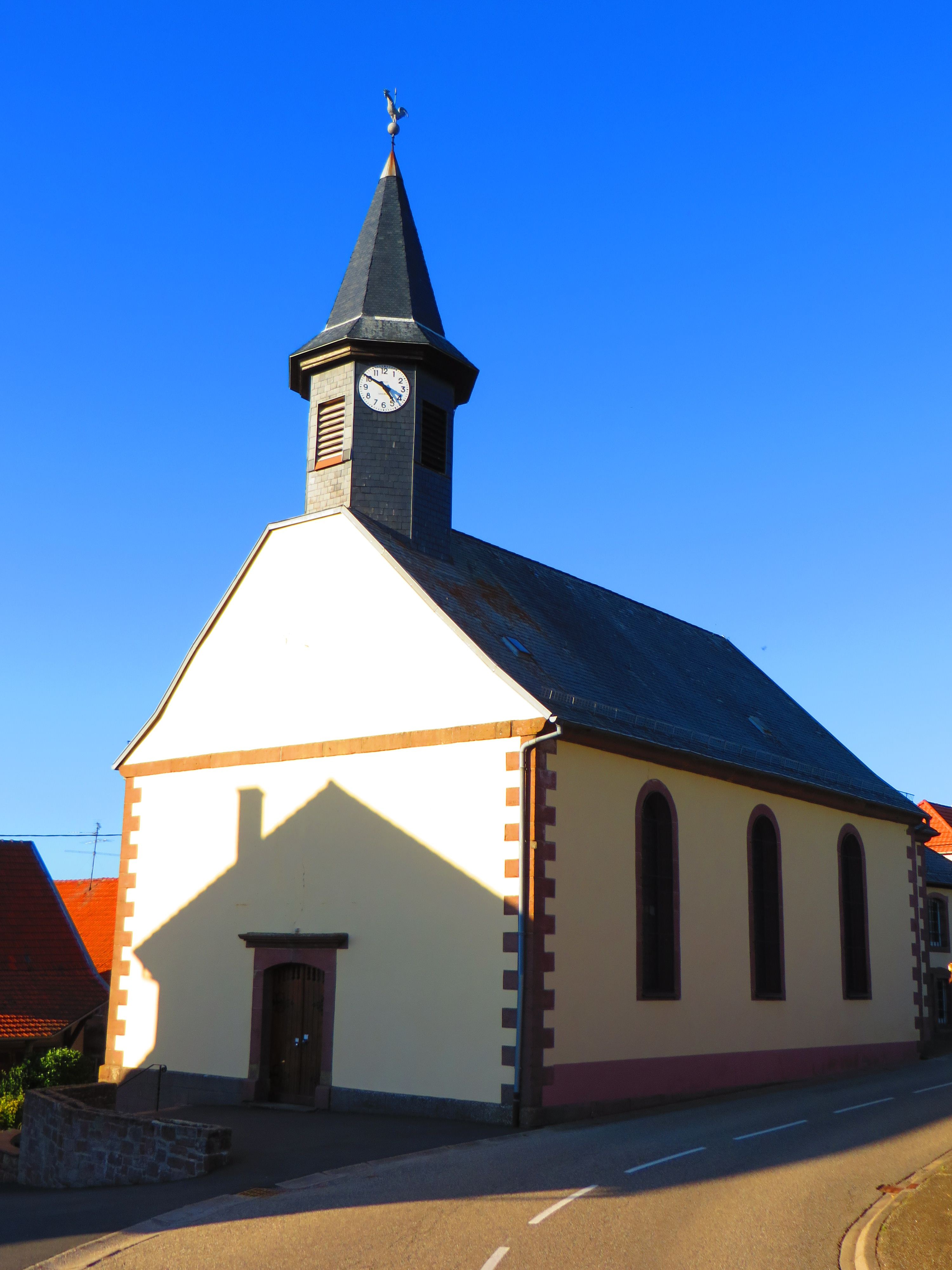
Kirche Saint-Wendelin

- Ruine Hommertburg (11./12. Jahrhundert), ca. 500 m nordwestlich der Ortslage